# Christoph Friedrich Bucher

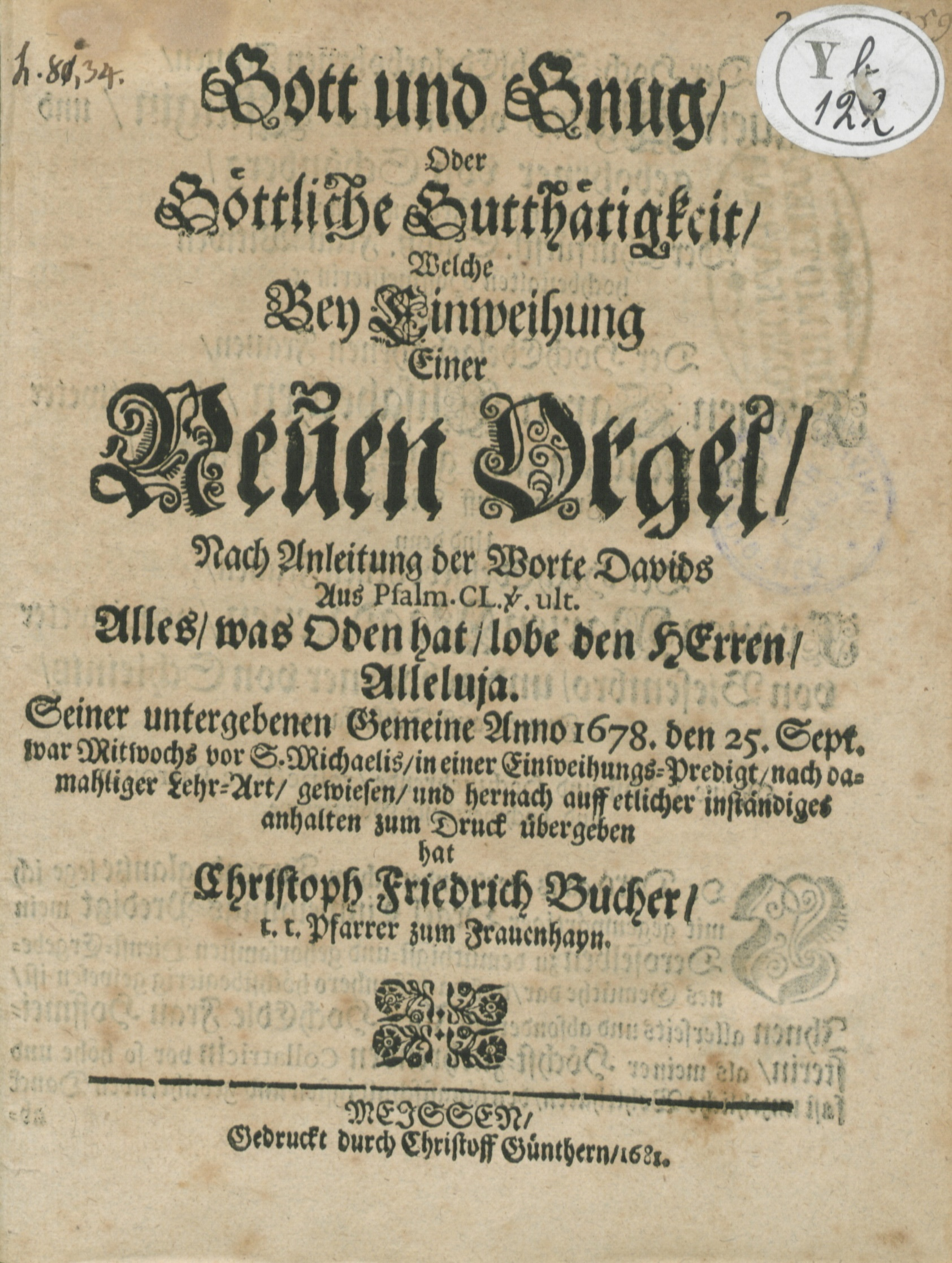
Titelblatt der Orgelpredigt „Gott und Gnug“ von Christoph Friedrich Bucher (1681)

Christoph Friedrich Bucher (* 30. Dezember 1651 in Zabeltitz; † 24. Januar 1716 in Rengersdorf (Oberlausitz)) war ein evangelischer Pfarrer in Sachsen.

## Herkunft
Christoph Friedrich Bucher war ein Sohn des evangelischen Pfarrers Martin Bucher (1614–1690) und dessen Ehefrau Anna Trentzsch. Sein Bruder Johann Gottfried (1660–1737) war ein direkter Vorfahr von Lothar Bucher (1817–1892).

## Leben
Er besuchte ab 1666 die Fürstenschule St. Afra in Meißen, studierte 1672 in Leipzig, war 1676 Diakon und 1677 Pfarrer in Frauenhain. 1686 war er Pfarrer in Königshain, 1692 in Rengersdorf. Er ist Autor einer Orgelpredigt.

## Nachkommen
Aus seiner ersten Ehe mit Maria Dorothea Besser (1662–1688) entstammen u. a. der Arzt und Medizintheoretiker Urban Gottfried Bucher (1679–1725) und der Pfarrer Christoph Ehrenfried Bucher (1683–1715); aus seiner zweiten Ehe mit Magdalena Sibylle Senff (1671–1713), einer Tochter des Pfarrers Samuel Senff (1612–1688), entstammen u. a. der Altertumsforscher, Philologe und Pädagoge Samuel Friedrich Bucher (1692–1765) und der Pfarrer Martin Gottlob Bucher (1694–1771). Auch sein Enkel Johann Gotthelf Bucher (1737–1776) war ein evangelischer Pfarrer.

## Werke
- Privata Pietas, Hoc est, Varia Carminum Genera. Leipzig 1673. Online-Ressource zuletzt abgerufen am 16. Juli 2023.
- Epithalamium, Quod Auspicatissimis Nuptiis Viri Nobilissimi. Leipzig 1674.
- Plausus Nuptiales. Leipzig 1674.
- Gott und Gnug oder Göttliche Gutthätigkeit. [Orgelpredigt.] Meißen 1681. Online-Ressource zuletzt abgerufen am 2. November 2022.
- Gläubiger Christen freudige Hinfahrt aus den Worten Simeonis. [Leichenpredigt.] Meißen 1681. Online-Ressource zuletzt abgerufen am 2. November 2022.
- (…) und erwüntscht-vollzogene Alleredelste Geschlechts-Heyrath (…). [Hochzeitsrede.] O. O. 1682. Online-Ressource zuletzt abgerufen am 16. Juli 2023.
- Eines frommen Christen Todt. Meissen 1684.
- Orbis Emblematibus Illuminatus. Die mit Sinnbildern ausgezierte Welt. Leipzig [1690]. Online-Ressource abgerufen am 2. November 2022.
- Der Wiesen Pracht wird welck. O. O. 1690.
- Trauer- und Abdanckungs-Rede, zu Rengersdorf auf dem Gottes-Acker bey der Einsenckung. O. O. 1693.
- Gaudia Parnassus Sensit dedit omina phoebus. Görlitz, 1695.
- Das Im Leben zwar schön blühende [...] Reiboldische Lust-Paradieß. Dresden 1707.
- Das so wohl zierliche, als auch nützliche Regenten-Auge. Zittau 1710.
- Als die mit Gott angefangene Eheliche Verbindung. Görlitz 1710.
- Die in einer Jesus- und Satanas-Schulen aufgegebenen Jugend- und Laster-Lectiones. Görlitz 1713.
- In: Ephraim Dressler: Ecce Dominus Providebit!. Zittau 1710.
- Christ-schuldige Abschieds- und Gedächtniß-Reden. [Leichenpredigt auf Wolff Abraham von Gersdorff.] Zittau 1710. Online-Ressource zuletzt abgerufen am 16. Juli 2023.